# Keeskogel (Venedigergruppe)
Keeskogel – szczyt w grupie górskiej Venedigergruppe w Wysokich Taurach w Centralnych Alpach Wschodnich o wysokości 3291 m n.p.m. Leży 4 km w linii prostej na północny zachód od Großvenediger. Najłatwiejsza droga na szczyt prowadzi granią południowo-zachodnią ze schroniska Kürsingerhütte (2558 m n.p.m.), do którego najłatwiej dostać się Doliną Obersulzbach.